# 布太
布太（ふだ）は、千葉県印旛郡栄町の大字。郵便番号270-1535。

## 地理
北は茨城県利根町立崎、北東は三和、東は請方、南東は曽根、南は南、西は西、北西は茨城県利根町中谷に隣接している。
飛び地があり、茨城県利根町立崎、三和、請方、三和に隣接している。

## 世帯数と人口
2017年（平成29年）11月1日現在の世帯数と人口は以下の通りである。
| 大字 | 世帯数 | 人口 |
| ---- | ------ | ---- |
| 布太 | 40世帯 | 97人 |

## 小・中学校の学区
町立小・中学校に通う場合、学区は以下の通りとなる。
| 地域 | 小学校           | 中学校         |
| ---- | ---------------- | -------------- |
| 全域 | 栄町立布鎌小学校 | 栄町立栄中学校 |

## 施設
- 布太集会所
- JA西印旛倉庫
- 雙林寺
- 土師神社
- 常福寺

## 交通

### 道路
- 国道
  - 国道356号